# Grote Tsjoekotsjja
De Grote Tsjoekotsjja (Russisch: Большая Чукочья; Bolsjaja Tsjoekotsjja ook kortweg Tsjoekotsjja (Чукочья) of Revoem-Revoe (Рэвум-Рэву) genoemd, is een 758 kilometer lange rivier in het noordoosten van de Russische autonome deelrepubliek Jakoetië, grofweg midden tussen de Alazeja (westen) en de Kolyma (oosten).
De rivier ontspringt in het kleine Oesoen-Kjoejolmeer en doorstroomt eerst een aantal meren (met de naam Tsjoekotsjja) alvorens al meanderend in noordoostelijke richting haar weg te vervolgen over de toendra van het Laagland van Kolyma om uiteindelijk uit te monden in de Golf van Kolyma, ten noorden van de delta van de Kolyma. In het stroomgebied bevinden zich ongeveer 11.500 meren met een totale oppervlakte van 3.600 km². De belangrijkste zijrivieren zijn de Oljor (229 km) en Semen-Joerjach (121 km) aan linkerzijde en de Savva-Joerjach (106 km) aan rechterzijde. De rivier wordt vooral gevoed door sneeuw en regen en bevriest van eind september, begin oktober tot mei tot op de bodem. Begin juni ontdooit de rivier weer en vindt hoogwater plaats, waardoor op veel plekken broeken voorkomen.
Bij de rivier wordt onderzoek verricht naar minerale veranderingen in cryosolbodems. In het stroomgebied zijn fossiele insecten, Vroeg-pleistocene paardachtigen en mammoeten gevonden.
Nabij de monding van de rivier ligt de factorij (Bolsjaja) Tsjoekotsjja. Verder stroomopwaarts bevindt zich de verlaten factorij Tsjaoeguurgino (Tsjaoegoeoergino/Tsjaitsjoergino) en nog verder stroomopwaarts (aan de winterweg tussen Androesjkino en Kolymskoje) de jachthut Toestach-Sjan. De rest van het gebied rond de rivier is grotendeels onbewoond. De naam wijst erop dat er ooit Tsjoektsjen hebben gewoond. Later verdwenen ze uit het gebied, maar keerden in de 19e eeuw weer terug in de gebieden rond de Alazeja.